# Hilberts femte problem
Hilberts femte problem är ett av Hilberts 23 problem. Det offentliggjordes år 1900 relaterat till frågan:
Är kontinuerliga grupper per automatik differentiella grupper?
En lösning gavs av Andrew Gleason. Det förväntade svaret var nekande. Detta blev så småningom bekräftat i början av 1950-talet. Eftersom det exakta begreppet "mångfald" inte var tillgängligt för Hilbert så finns det utrymme för viss debatt om utformningen av problemet i dagens matematiska språk.

### Allmänna källor
- Morikuni, Goto (1961). ”Hidehiko Yamabe (1923–1960)”. Osaka Mathematical Journal 13 (1):  sid. i–ii. http://projecteuclid.org/euclid.ojm/1200690171. Available from Project Euclid.
- Rosinger, Elemér E. (1998). Parametric Lie Group Actions on Global Generalised Solutions of Nonliear PDE. Including a solution to Hilbert's Fifth Problem. "452". Doerdrecht–Boston–London: Kluwer Academic Publishers. sid. xvii+234. ISBN 0-7923-5232-7. http://books.google.com/books?id=xqaRjdjkxvUC&printsec=frontcover#v=onepage&q&f=true
- D. Montgomery and L. Zippin, Topological Transformation Groups
- Yamabe, Hidehiko, On an arcwise connected subgroup of a Lie group, Osaka Mathematical Journal v.2, no. 1 Mar. (1950),  13–14.
- Irving Kaplansky, Lie Algebras and Locally Compact Groups, Chicago Lectures in Mathematics, 1971.
- Benyamini, Yoav and Lindenstrauss, Joram, Geometric nonlinear functional analysis Colloquium publications, 48. American Mathematical Society.
- Enflo, Per. (1970) Investigations on Hilbert’s fifth problem for non locally compact groups. (Ph.D. thesis of five articles of Enflo from 1969 to 1970)
  - Enflo, Per; 1969a: Topological groups in which multiplication on one side is differentiable or linear. Math. Scand., 24,  195–197.
  - Per Enflo (1969). ”On the nonexistence of uniform homeomorphisms between Lp spaces”. Ark. Mat. 8 (2):  sid. 103–105. doi:10.1007/BF02589549.
  - Enflo, Per; 1969b: On a problem of Smirnov. Ark. Math. 8,  107–109.
  - Enflo, Per; 1970a: Uniform structures and square roots in topological groups I. Israel J. Math. 8, 230–252.
  - Enflo, Per; 1970b: Uniform structures and square roots in topological groups II. Israel J. Math. 8, 2530–272.